# Gadila (schip, 1935)
De Gadila was een Nederlands tankschip van de Petroleummaatschappij La Corona, een divisie van Shell. Het schip werd gebouwd door de scheepswerf Howaldstwerke A.G. in Kiel waarna het in 1935 in gebruik werd genomen. Tijdens de Tweede Wereldoorlog diende het tijdelijk als Nederlands vliegdekschip.

## Tijdens de Tweede Wereldoorlog
Het schip is een van de negen schepen van Shell die tijdens de Tweede Wereldoorlog zijn opgebouwd tot Merchant Aircraft Carrier of MAC-schip. Het ombouwen van de Gadila begon in april 1943 bij Smith's Dock uit Middlesbrough, op 1 februari 1944 werd het schip als MAC-schip in dienst genomen. Ondanks dat het was omgebouwd tot vliegdekschip hield het schip de status van koopvaardijschip, alleen het personeel voor de vliegtuigen en het onderhoud waren Nederlands marinepersoneel. De Swordfish-vliegtuigen waren onderdeel van het Nederlands 860-squadron dat onderdeel was van de Fleet Air Arm, de Britse marine luchtvaartdienst. Gedurende de laatste jaren van de Tweede Wereldoorlog maakte het schip deel uit van zeven konvooien over de Atlantische Oceaan.

## Na de Tweede Wereldoorlog
Op 30 mei 1945 werd het schip uit dienst genomen om omgebouwd te worden naar normaal tankschip door Wilton-Fijenoord. Nadat het schip was omgebouwd werd het teruggegeven aan de eigenaar. Het werd tot 1957 als tankschip gebruikt en is daarna verkocht voor de sloop.